# Ippen (Buddhist)

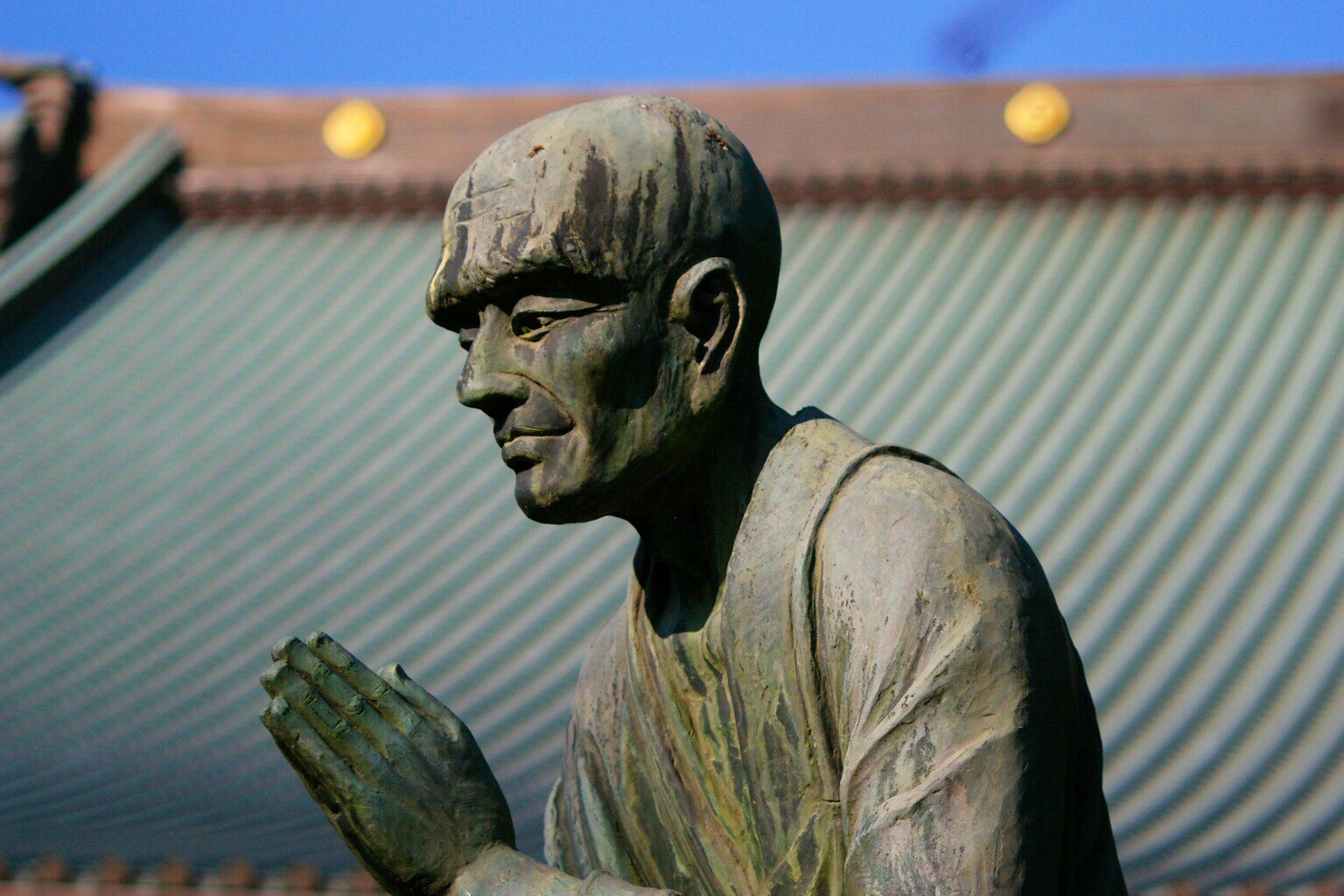
Ippen, am Tempel Shōjōkō-ji

Ippen (japanisch 一遍; geboren 1239 in der Provinz Iyo; gestorben 1289 in der Provinz Harima) war ein japanischer Priester während der Kamakura-Zeit und Gründer des Ji-Zweiges der Jōdo-Richtung des Buddhismus.

## Leben und Wirken
Ippen war der Sohn von Kōno Shichirō Michihiro (河野 七郎通広; ?–1263), einem Mitglied des Kōno-Klans, einer mächtigen Familie in der Provinz Iyo (Ehime). Sein Kindheitsname war Shōjumaru (松寿丸), später wurde er gewöhnlich Michihisa (通尚) genannt. Im Alter von 14 Jahren wurde er von dem Mönch Shōtatsu (聖達; Lebensdaten unbekannt) in Dazaifu in den Seizan-Zweig (西山流) der Jōdo-Richtung eingeführt. Auf Vermittlung von Shōtatsu (聖達; Lebensdaten unbekannt) nahm er in Kiyomizu (清水) in der Provinz Hizen Unterricht bei Kedai (華台; Lebensdaten unbekannt) und änderte seinen Namen in Chishin (智真). Im Alter von 25 Jahren kehrte er nach dem Tod seines Vaters in die Provinz Iyo zurück. Dort heiratete er und führte ein weltliches Leben, während er Buddha diente. Ausgelöst durch die Beteiligung an einem Vorfall, bei dem es um eine territoriale Beziehung zu einem Verwandten ging, beschloss er, wieder in das Priestertum einzutreten, und verließ wieder die Heimat.
Im Frühjahr 1272, in seinem 33. Lebensjahres, unternahm Ippen eine Pilgerreise zum Tempel Zenkō-ji in der Provinz Shinano, wo er ein Bild „Zwei Flüsse, ein weißer Weg“ (二河白道) malte. Das Bild zeigt den schmalen, weißen Pfad zwischen den beiden „Flüssen“ Feuer und Wasser, die Gleichnisse weltlicher Wünsche sind. Das Bild stellt den Weg dar, der zum Paradies führt und den ein Nembutsu-Praktizierender gehen sollte. Chishin nahm das Bild in seine Heimat mit und stellte es in der Einsiedelei des Tempels Kubo-dera (窪寺) als Hauptbild der Anbetung auf. Er führte die Senju-Nenbutsu-(専修(念仏))-Praxis aus und schrieb in elf Versen den Inhalt des Glaubens nieder, den er dort erlangte. Die elf Verse der „Nondualität“ (不二, Funi oder Fuji gelesen) bedeuten, dass, als Hozo Bodhisattva in „Zehn Ewigkeiten“ (十劫, Jikkō) Erleuchtung erlangte und zum Amida-Buddha wurde, die Erlösung aller fühlenden Wesen versprochen wurde und dass fühlende Wesen mit nur einer Anrufung Buddhas wiedergeboren werden können. Dies war der Ausgangspunkt für Ippen, eine Mission zu haben und sie durchzuführen.
Den Rest seines Lebens verbrachte Ippen damit, durch die Lande zu reisen und die Wichtigkeit der Anrufung Amidas zu predigen. So wurde die Ji-Richtung des Buddhismus geboren, seine eigene unverwechselbare Lehre, indem er die Jōdo-Richtung mit Elementen des Shingon-Buddhismus und des Volks-Shintō verband, auf den er während seiner Reisen gestoßen war.
1279 begann Ippen, das „tanzende Nembutsu“ zu predigen, in der Art, wie sie der Jōdo-Mönch Kūya (空也; 903–972) in der Heian-Zeit vertreten hatte. Sein ekstatischer Tanz und seine Predigen gewannen viele Anhänger im Volke. Im Unterschied zu der Lehre Shinrans (1173–1263), des Gründers der Jōdo-Shinshū, der sich vor allem mit der Entstehung des „Reinen Landes“ (Jōdo) befassten, betont Ippen in seiner Lehre die Wichtigkeit der Anrufung des Namens Amida, also die Selbstaufgabe, das vollständige Aufgehen des Selbst in Buddha.
Ippens posthumer Name ist Enshō Daishi (円照大師). Ihm ist ein Denkmal im Tempel Hōgon-ji (宝厳寺) in Ortsteil Yuzuki (湯月町) von Dogo (道後) in der Stadt Matsuyama gewidmet, das an den Geburtsort von „Ippen Shōnin“ (一遍上人) – des „Heiligen Ippen“ erinnert.